# EI法
EI法（EIほう）とは、質量分析法において、フラグメントイオンを発生させる方法の一つ。EIとは、Electron Impact（電子衝撃）またはElectron Ionization（電子イオン化）の略とされ、フィラメントから発生する熱電子を試料に照射してフラグメントイオンを発生させる方法である。他のイオン化法と比べて原理や装置が単純であることから、広い範囲に適用されている。
また、フラグメントイオンのライブラリ（スペクトルデータベース）が充実していることも特徴の一つと言える。このライブラリは、特にガスクロマトグラフィー(GC)と組み合わせたGC/MSなどの手法で定性分析を行う際に有用である。具体的には、クロマトグラフィーによって分離された各成分ごとにフラグメントイオンを検出し、更に検出されたフラグメントイオンのスペクトルをライブラリから検索することで、各成分の同定を簡便に行うことができるというものである。

## 動作原理

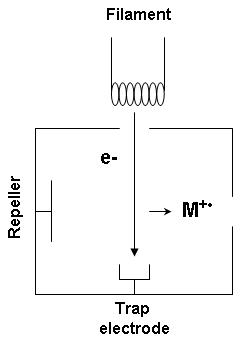
電子イオン化法のイオン源を表わした図

以下の気相反応は電子イオン化の過程を表わしている。
{\displaystyle M+e^{-}\to M^{+\bullet }+2e^{-},}
Mはイオン化された検体分子、e−は電子、M+•は得られたイオンである。
EIのイオン源では、電流が流れるフィラメントを加熱することによって熱イオン放射を通じて電子が生成する。この電子はフィラメントとイオン源ブロックの入口との間の領域において70eVで加速される。加速された電子はトラップ電極へ引き寄せられることによって集中されビームとなる。中性分子を含む解析試料は、この電子ビームと直角方向にイオン源に導入される。「硬い」イオン化ソースと呼ばれる高エネルギー電子の近接通過は、中性分子の周囲の電場に大きな変動を引き起こし、イオン化およびフラグメント化が導かれる。生成したラジカルカチオンはリペラー電極によって質量分析計へと押し出される。このようなイオン化過程では、しばしば予測可能な切断反応が起こりフラグメント（断片）イオンが生じる。このフラグメント化から分析試料の構造情報が解析できる。
フラグメントイオンのイオン化効率および生成は検体の化学的性質と電子のエネルギーに強く依存している。低エネルギー（約20 eV）では、電子と検体分子の間の相互作用はイオン化を生じるのに十分なエネルギーを伝達しない。約70eVでは、電子のド・ブロイ波長が有機分子の典型的な結合長（約0.14nm）と一致し、有機検体分子へのエネルギー伝達が最大化され、最も強いイオン化およびフラグメント化が起こり得る。これらの条件下では、試料中の大体1000検体分子の内の1分子がイオン化される。より高エネルギーでは、電子のド・ブロイ波長が典型的な検体の結合長よりも小さくなる。この時、分子は電子にとって「透明」となり、イオン化効率は低下する。